# 長井長信
長井 長信（ながい ちょうしん、1953年9月2日～　）は、日本の刑法学者。北海道大学および明治学院大学名誉教授。

## 経歴
富山県南砺市生まれ
1972年富山県立福野高等学校卒。1977年北海道大学法学部卒。1983年同大学大学院法学研究科博士課程単位取得退学。同法学部助手。1987年富山大学経済学部経営法学科専任講師。1989年同助教授。1990年南山大学法学部助教授。1996年同法学部教授。同学長補佐。2002年北海道大学大学院法学研究科教授。2010年同法科大学院長。2012年同名誉教授。明治学院大学法科大学院教授。2014年同大学院法学研究科委員長。2016年同法学部教授。2022年同定年退職。同名誉教授。

## エピソード
刑法における錯誤論、比較少年法学、経済刑法を研究。恩師は内田文昭。内田が転出後は、小暮得雄を師事。

## 著書
- 『故意概念と錯誤論』成文堂　1998
- 『入門経済刑法』穴沢大輔と共著　信山社 2021